# Пучеро
Пуче́ро (ісп. puchero — «горщик») — гаряча страва, близька до супу, поширена в аргентинській, колумбійській, уругвайській, філіппінській, а спочатку іспанській, точніше, андалуській кухні та кухні Канарських островів. Спорідненою стравою до пучеро є косідо.

## Пучеро в Андалусії
В Андалусії пучеро спочатку вважалося селянською їжею. До складу пучеро входять: нут, рис або макарони, яловичина, телятина, курятина, свиняча грудинка, свинячі реберця, кістка гірського хамона, картопля, різні овочі (капуста, селера, кабачки, мангольд, морква, ріпа). Пучеро готували на кілька днів. У перший день його їли з рисом, а на наступний за традицією з макаронами. Соус, що залишився від пучеро використовували для приготування інших страв. М'ясні залишки подавалися окремою стравою, яка називається принга.

## Пучеро Ріо-де-ла-Плата
Пучеро їдять у тих частинах Аргентини, Уругваю та Парагваю, які межують з Ріо-де-ла-Плата. Страва готується так само, як і в Іспанії, хоча її інгредієнти відрізняються залежно від дуже різних місцевих продуктів. У частинах Аргентини, Парагваю та Уругваю, що прилягають до гирла Ріо-де-ла-Плати, пучеро готують переважно на основі яловичини - яловичини було вдосталь і вона коштувала дешево — а нут використовують рідше, ніж на Піренейському півострові. Бульйон і тверді інгредієнти часто вживають окремо.
Особливо важливим є використання м'яса: якщо можливо, оссобуко; в іншому випадку його можна замінити яловичиною з кістковим мозком або м'ясом птиці (що використовується в пучеро-де-галліна). Інші інгредієнти можуть включати картоплю, цибулю та патисони. З місцевих продуктів зазвичай використовують солодку картоплю, помірно жирну свинячу відбивну, солодку кукурудзу, моркву, свинячий живіт або капусту.
Пучеро традиційно подають у холодні місяці. Вона не вважається вишуканою стравою, і її можна знайти в меню сімейних та регіональних ресторанів по всій Аргентині, але не в більшості дорогих ресторанів.